# 朝鲜劳动党中央委员会大楼
朝鲜劳动党中央委员会大楼（朝鲜语：／）又稱為朝鮮勞動黨1號大樓（朝鲜语：／）是作为朝鲜民主主义人民共和国执政党的朝鲜劳动党中央委员会和国务委员会所在地，位于首都平壤直轄市中区域苍光洞，人民大學習堂的西側，金日成廣場的西北方向。该建筑群还包含许多行政大楼以及由高墙包围的公寓楼，多為官邸區以及眾多朝鮮勞動黨中央辦公機關等朝鮮領導層核心設施，在朝鮮官方出版的平壤地圖中此處區域未給予標註，由此營造了濃厚的神秘氣氛，故NK News將朝鮮勞動黨中央委員會大樓稱爲「北韓版紫禁城」。
在黨內區域有四處別墅，其中就有兩處為前朝鮮最高領導人金正日和现任朝鮮最高領導人金正恩的官邸。「15號屋」原是金正恩母親高容姬於2004年病逝前的住所，現改建成豪宅，以合金正恩的領導身份。與「15號屋」毗連的「16號屋」，是金正日的官邸，也是金正恩出生地，據說兩屋設有隧道通往黨中央辦公室。
北韓宣稱在2024年10月南韓國軍將無人機滲透至平壤時，有在朝鮮勞動黨中央委員會大樓上空投放宣傳單張。